# Cuza Vodă (Călărași)
Cuza Vodă is een gemeente in het Roemeense district Călărași en ligt in de regio Muntenië in het zuidoosten van Roemenië. De gemeente telt 4354 inwoners (2002).

## Geografie
Cuza Vodă ligt in het midden van Călărași. De volgende dorp(en) liggen in de gemeente Cuza Vodă: Cuza Vodă, Ceacu, Călărașii Vechi.
De gemeente heeft een oppervlakte van 140,5 km².

## Demografie
In 2002 had de gemeente 4354 inwoners. Volgens berekeningen van World Gazetteer telt Cuza Vodă in 2007 ongeveer 4255 inwoners. De beroepsbevolking is 1572. Er bevinden zich 1742 huizen in de gemeente.

## Politiek
De burgemeester van Cuza Vodă is Gheorghe Toma. Zijn viceburgemeester is Marin Pisică, secretaris is Donciu Tonel.

## Onderwijs
Er zijn drie kinderdagverblijven en drie scholen in de gemeente.

## Toerisme
Toeristische attracties in Cuza Vodă zijn de Donau en het klooster "Radu Negru".
Alexandru Odobescu · Belciugatele · Borcea · Căscioarele · Chirnogi · Chiselet · Ciocănești · Curcani · Cuza Vodă · Dichiseni · Dor Mărunt · Dorobanțu · Dragalina · Dragoș Vodă · Frăsinet · Frumușani · Fundeni · Grădiştea · Gurbănești · Ileana · Independenţa · Jegălia · Lehliu · Luica · Lupșanu · Mânăstirea · Mitreni · Modelu · Nana · Nicolae Bălcescu · Perișoru · Plătărești · Radovanu · Roseți · Sărulești · Sohatu · Șoldanu · Spanțov · Ștefan cel Mare · Ștefan Vodă · Tămădău Mare · Ulmeni · Ulmu · Unirea · Vâlcelele · Valea Argovei · Vasilați · Vlad Țepeș